# Iniquity
Iniquity was een uit Denemarken afkomstige deathmetalband, die is opgericht in 1989 en bestond tot 2004. De band heeft drie albums en een aantal demo tapes uitgebracht. Het was een van de bekendste, oudste, en best verkopende Deense deathmetal bands.
Iniquity lijkt qua speelstijl en zang erg op de Amerikaanse deathmetalband Cannibal Corpse, maar kenmerkt zich door meer chaotische patronen en veelvuldig Pinch harmonics in de muziek te verwerken. Net als bij Cannibal Corpse zijn de lage deathgrunts erg herkenbaar. Andere invloeden zijn Autopsy, Pestilence, Carcass, Morbid Angel, Black Sabbath, Dark Angel, Bolt Thrower, Death, Entombed, en Vader.
De teksten van de band hebben vooral te maken met moord, marteling, en chirurgie zonder verdoving.
Nadat de band in 2004 uit elkaar ging, hebben een aantal bandleden nieuwe bands gevormd of zijn bij andere, minder bekende bands terechtgekomen.

## (Ex-)Leden
- Jesper Frost Jensen - Drums (1996-2003)
- Mads Haarløv - Zang, Gitaar(1993-1995, 1999-2003)

- Thomas Fagerlind - Bass (1998-2003)
- Thomas Christensen - Bass (1994-1996)
- Peter Houd - Bass (1989-1992)
- Claus Zeeberg - Bass (1992-1994)
- Martin Rosendahl - Bass, Zang(1996-1999)
- René Madsen - Gitaar (1993)
- Brian Eriksen - Gitaar (1996-2000)
- Lars Friis - Gitaar (1996-1997)
- Jens Lee - Gitaar (1997-1999)
- Brian Petrowsky - Zang, Gitaar (1989-1996)
- Kræn Meier - Gitaar (2001-2003)
- Rene Falther - Gitaar (????)
- Jacob Olsen - Drums (1992-1996)
- Morten Hansen - Drums (1989-1992)
- Carsten Nielsen - Keyboards (????)

## Discografie
- World of Despair (Demo, 1991)
- Entering Deception (Demo, 1992)
- Promo '93 (Demo, 1993)
- Serenadium (1996)
- The Hidden Lore (EP, 1998)
- Five Across the Eyes (1999)
- Grime (2001)
- Revel in Cremation (Single, 2003)
- Iniquity Bloody Iniquity (Best-of compilatie, 2003)